# Fenpicoxamid
Fenpicoxamid ist eine synthetische chemische Verbindung aus der Fungizid-Gruppe der Picolinamide.

## Entwicklung
Arten der Gattung Streptomyces der Actinobakterien sind der Ursprung vielfältiger verschiedener Antibiotika und Fungizide. Im Jahr 1996 konnte aus der Art Streptomyces sp. 517-02 ein Produkt namens UK-2A identifiziert werden. Dieses weist starke Ähnlichkeiten zum Antimycin A auf, welches ein Inhibitor des Cytochrom-bc1-Komplex ist. In Versuchen konnte herausgefunden werden, dass UK-2A das Wachstum von pathogenen Schlauch- und Ständerpilzen hemmen kann. Man konnte feststellen, dass das Molekül zu oxidationsempfindlich unter Einfluss von UV-Licht ist, was ein Nachteil für den Einsatz als Pflanzenschutzmittel wäre. Die Firma Dow AgroSciences (heute Corteva) arbeitete daran, ein stabileres Derivat zu entwickeln. Dies konnte erreicht werden, indem die Hydroxygruppe des Pyridins zum Isopropylcarboxymethylether verethert wurde. Das Produkt wird Fenpicoxamid genannt.

## Verwendung und Wirkungsweise
Fenpicoxamid ist ein Vorauflauffungizid mit antibiotischer Wirkung, welches im Anbau von Getreide (Weizen, Roggen, Reis) und Bananen zur Bekämpfung von Blattkrankheiten (z. B. Mycosphaerella graminicola und Mycosphaerella fijiensis) verwendet wird.
Die Wirkung von Fenpicoxamid beruht auf der Hemmung des mitochondrialen Cytochrom-bc1-Komplex. Dabei bindet es an die Qi-Stelle und hemmt so die Atmungskette.

## Zulassung
In der Europäischen Union ist Fenpicoxamid als Wirkstoff für Pflanzenschutzmittel zugelassen. In vielen EU-Mitgliedsstaaten, darunter auch in Deutschland und Österreich sind derartige Präparate erhältlich. In der Schweiz sind keine Fenpicoxamid-haltigen Pflanzenschutzmittel zugelassen.